# Kanton Saint-Alban-sur-Limagnole
Kanton Saint-Alban-sur-Limagnole (francouzsky Canton de Saint-Alban-sur-Limagnole) je francouzský kanton v departementu Lozère v regionu Languedoc-Roussillon. Tvoří ho pět obcí.

## Obce kantonu
- Fontans
- Lajo
- Saint-Alban-sur-Limagnole
- Sainte-Eulalie
- Serverette